# Сан Бјађо дела Вале (Перуђа)
Сан Бјађо дела Вале је насеље у Италији у округу Перуђа, региону Умбрија.
Према процени из 2011. у насељу је живело 614 становника. Насеље се налази на надморској висини од 242 м.